# Армстронг, Томас
То́мас А́рмстронг (англ. Thomas Armstrong; 13 сентября 1633, Мит, Ирландия — 20 июня 1684, Тауэр, Лондон, Англия) — английский дворянин, политический деятель.

## Биография
Сэр Томас Армстронг родился около 1633 года. Он был ярым роялистом, за что неоднократно оказывался в опале в период протектората Оливера Кромвеля. Способствовал воцарению Карла II.
В качестве генерал-адмирала командовал морскими силами Англии; в 1665 году одержал победу над голландским флотом у Гардвича. Армстронг участвовал в осаде Маастрихта (1673 год) и в битве при Сен-Дени в 1678 году, где был ранен. В 1679 году он сражался с восставшими ковенантерами.
В августе 1675 года Армстронг убил сына одной из фрейлин королевы в театре, но был оправдан, так как было доказано, что он ответил на оскорбление.
В политической борьбе между наследниками короны Армстронг был сторонником внебрачного сына Карла II Джеймса, герцога Монмута, протестанта, который претендовал на престол и имел определенную популярность по сравнению с католиком Яковом II (Герцог Йоркский, позднее - последний католический король Англии). Однако, в результате династического кризиса, вылившегося в билль об отводе, 1679 году по воле короля герцог Монмут был вынужден покинуть страну, а его сторонники, в т.ч. и Томас Армстронг, стали искать другие способы не допустить, чтобы новым королем стал католик. 
В 1684 году Армстронг был обвинён в государственной измене и приговорён к повешению, потрошению и четвертованию за участие в Заговоре Ржаного дома (1683), имевшем целью устранить короля  Карла II. 20 июня 1684 года приговор был приведён в исполнение. Голову Армстронга водрузили на кол в Вестминстере, 3/4 его тела были показаны в Лондоне, а 1/4 — в Стаффорде.